# Hjalte Aaberg
Hjalte Aaberg (født 11. juli 1966) er en dansk socialdemokratisk politiker og embedsmand. Fra 1. januar 2013  til udgangen af 2018 har han været regionsdirektør i Region Hovedstaden.
Fra august 2006 til december 2012 var han administrerende direktør for Københavns Kommunes Teknik- og Miljøforvaltning. Han sad frem til 31. december 2005 på mandat nummer to i Albertslund Kommunes kommunalbestyrelse og var formand for kommunens miljø- og planudvalg. Fra 1999 til 2006 var han tilknyttet Miljøkontrollen, først som udviklingschef og fra 2002 som direktør. 
Han arbejdede 1996-1999 som konsulent for Socialdemokraternes folketingsgruppe og som fuldmægtig i Sundhedsministeriet.
Hjalte Aaberg er uddannet cand.polit. fra Københavns Universitet 1986-1993. 
Hjalte Aaberg er søn af Albertslunds tidligere borgmester Finn Aaberg.

## Kontroverser
Hans ansættelse i kommunen som direktør for Miljøkontoret blev i pressen problematiseret som følge af inhabilitet fra et af medlemmerne i ansættelsesudvalget.
Ved ansættelsen som regionsdirektør i Region Hovedstaden var ansættelsesudvalget splittet langs partilinjer.
Hjalte Aaberg var regionsdirektør under implementering af den elektroniske patientjournal, Sundhedsplatformen. Efter kritik fra Rigsrevisionen af dele af implementeringen stillede Radikale Venstre under et møde i regionens forretningsudvalg i juni 2018 forslag om, at Hjalte Aaberg skulle fritstilles. Ingen øvrige partier stemte imidlertid for forslaget. Forinden, i maj 2018, havde Hjalte Aaberg allerede selv meddelt, at han ville stoppe som regionsdirektør med udløbet af hans åremålsansættelse. Hjalte Aaberg stoppede således i regionen i december 2018 i henhold sin åremålskontrakt. I august 2019 udtalte regionsrådsformand Sophie Hæstorp Andersen om forløbet og kritikken af Sundhedsplatformen: "Det har da haft konsekvenser. Vi har fået en ny regionsdirektør. Det er en af konsekvenserne".